# Hawley Bowlus
William Hawley Bowlus (8 mai 1896 – 27 août 1967 ) est un concepteur, ingénieur et constructeur américain d'avions (en particulier de planeurs) et de véhicules de loisirs dans les années 1930 et 1940. Cela fait suite à son célèbre travail antérieur en tant que surintendant de la construction sur l'avion de Charles Lindbergh, le Spirit of St. Louis. Il a également conçu et construit le planeur militaire expérimental innovant mais infructueux XCG-16A commandé par l'US Army Air Corps en 1943, apparaissant sous le nom de XCG-16 dans la liste des avions Vincent Burnelli. Dans la culture populaire, il est généralement appelé Hawley Bowlus.
Depuis 1957, Hawley Bowlus est intronisé au Soaring Hall of Fame, qui reconnaît les personnes qui ont contribué à l'essor du vol à voile aux États-Unis,.
Aujourd'hui, il est surtout connu aux États-Unis pour sa création de la première caravane de voyage en aluminium au monde, le Bowlus Road Chief, qu'Airstream a imité en 1936 pour créer le Clipper.

## Premiers planeurs
Hawley Bowlus nait à Ohio, Illinois, en 1896 et il passe sa jeunesse dans le Midwest. Quand il a treize ans, ses parents déménagent à Pacoima, en Californie. L'année suivante, avec son frère Glenn, en 1910, il peut voir Glenn Curtiss, Hubert Latham, Louis Paulhan et d'autres voler au Los Angeles International Air Meet de 1910 qui se tient à Rancho Dominguez, en Californie ; ils sont spectateurs des premiers avions,. C'est l'expérience qui inspire Hawley Bowlus lorsqu'il commence à concevoir et à construire des planeurs. À l'automne de la même année, il remporte un prix lors d'une compétition de cerfs-volants à Los Angeles, puis commence la construction de planeurs: le premier est construit autour d'une vieille chaise à bascule. Il fait ses premiers courts vols planés avec cet engin en 1910 et 1911. Le planeur suivant de 1912 montre une influence dans les conceptions d'avion de Curtiss et Wright,. Il réalise plusieurs vols de 1 000 pieds cette année là. Les treize planeurs suivants de sa propre conception seront pour la plupart des hang gliders biplans.
Bowlus s'est enrôlé comme mécanicien dans le United States Army Air Service le 7 avril 1917. Il passe quatorze mois et demi aux États-Unis, en Angleterre et en France, enregistrant plusieurs milliers d'heures de vol à l'étranger ; à chaque endroit il poursuivit ses expériences de planeur, obtenant de pouvoir prélever des briques et des brocs dans les stocks de l'armée. Il construit un planeur en France et deux en Angleterre, avant d'être rapatrié en 1919.
L'intérêt de Bowlus pour le vol à voile se trouve ravivé lorsqu'il entend parler des réalisations allemandes de la Wasserkuppe dans les années 1920. Il construit une série de planeurs monoplaces et biplaces, chacun étant une amélioration du précédent. Bowlus développe le lancement par remorquage automatique; c'est après sa visite aux États-Unis en 1930 que Wolf Hirth a introduit le remorquage automatique en Allemagne.

## Ryan Aircraft
Bowlus a travaillé chez Mahoney-Ryan Aircraft de San Diego, le successeur de Ryan Airlines, comme directeur d'usine, un poste qu'il a occupé pendant que l'entreprise produisait le Spirit of St. Louis en 1927.
Tubal Claude Ryan et Bowlus se sont rencontrés en mai 1917, à une école de pilotage à Venice, l'American School of Flight. C'était une institution douteuse, et les multiples réparations et entretiens de Bowlus sur les avions usés ont permis au duo d'obtenir leurs heures de vol. Après la guerre, Ryan est retourné à San Diego et en 1922, a commencé à acheter des Curtiss Jenny (en) et Standard (en) en surplus, avec l'intention de les convertir et de les vendre sur le marché civil. Hawley Bowlus devient le premier employé de Ryan Airlines; ensemble, ils convertissent des avions et même construisent seuls le Ryan M-1 ; Ils lancent également la première compagnie aérienne régulière aux États-Unis, la Los Angeles-San Diego Air Line. Ayant besoin d'une injection d'argent, en 1926, Ryan vend la moitié de sa participation dans Ryan Airlines à un de ses étudiants de vol, Benjamin Franklin "BF" Mahoney. Il ne faut pas longtemps à Ryan et Mahoney pour s'affronter, et Ryan doit entièrement vendre sa société à Mahoney plus tard dans l'année. C'est cette entité qui construit le Spirit of St. Louis. Tubal Claude Ryan a alors fondé de son côté la Ryan Aircraft Corporation. 

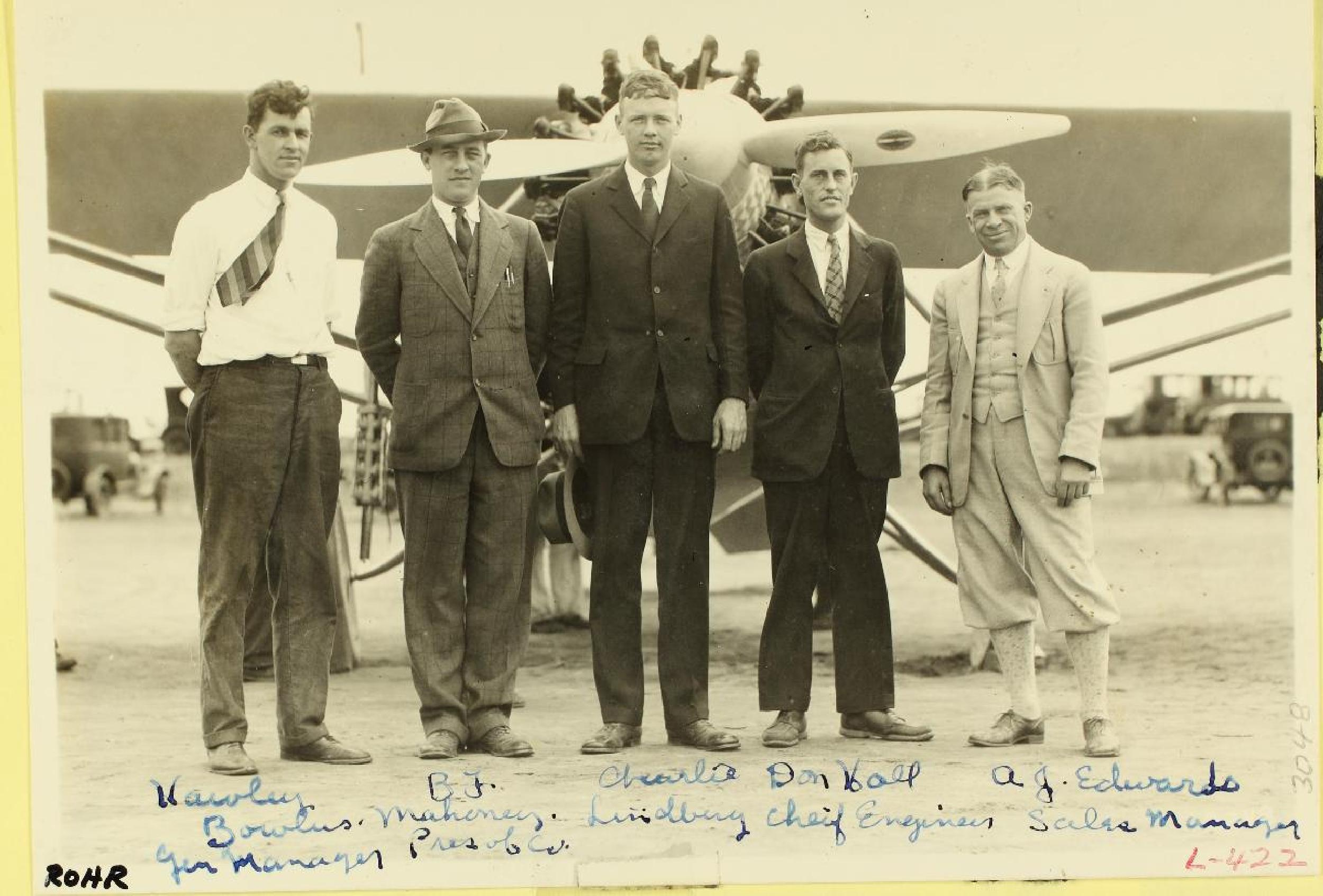
Hawley Bowlus, B.F.Mahoney, C.A.Lindbergh, et A.J.Edwards devant le Spirit of St. Louis. Cliff Henderson Collection. San Diego Air and Space Museum

L'usine de Ryan Airlines a dit Lindbergh, se trouvait dans un vieux bâtiment délabré près du front de mer. « Il n'y avait pas de terrain d'aviation, pas de hangar, pas de bruit de moteurs qui chauffent ; et l'odeur incomparable du poisson mort d'une conserverie à proximité se mêlait à l'odeur de banane de la dope des ailes au séchage ».
Le jour de sa première visite à San Diego, Lindbergh rencontre Donald A. Hall (en), ingénieur en chef, et Bowlus, qu'il décrit comme un gars dégingandés aux cheveux bruns bouclés. À la fin de février 1927, Bowlus et vingt ouvriers de Ryan, supervisés par Donald A. Hall et Charles A. Lindbergh, construisent un monoplan à longue portée basé sur le Ryan M-2. Lindbergh baptise le M-2 modifié le « Spirit of St. Louis ». Bowlus aurait suggéré plusieurs caractéristiques de conception que Lindbergh a approuvées et incorporées dans l'avion fini. Lindbergh effectue son premier vol sur Ryan NYP à Dutch Flats, à une courte distance de l'usine située Juniper Street, le 28 avril 1927 ; et il effectue la traversée de l'Atlantique le 20 mai 1927.
Mahoney a finalement abandonné le nom de Ryan Airlines en juillet 1927, s'incorporant sous le nom de BF Mahoney Aircraft Corporation. Le 31 décembre 1927, Mahoney a vendu sa société, à un groupe d'investisseurs de Saint-Louis, dont certains des premiers bailleurs de fonds de Lindbergh. Une nouvelle société, Mahoney Aircraft Corporation, a été créée, avec Mahoney président et administrateur. Mahoney Aircraft a donné à Lindbergh un Ryan Brougham (en) construit sur mesure pour remplacer le Spirit qu'il était sur le point de donner à la Smithsonian Institution. L'entreprise a finalement déplacé son activité à Saint-Louis sous le non de Mahoney-Ryan Aircraft Corporation. La Detroit Aircraft Corporation (DAC) dont le principal actionnaire à l'époque était Edward S. Evans, a incorporé la Ryan Aircraft Corporation, qui a elle-même acquis les actifs et les activités de Mahoney-Ryan Aircraft Corporation en juin 1929, la renommant Ryan Aircraft Corporation (sans lien avec Claude Ryan). La DAC fournit le troisième avion de Lindbergh, un Lockheed Vega. Le 27 octobre 1931, la DAC a été mise sous séquestre des suites de la Grande dépression, mettant fin à l'entreprise à l'origine sous le nom de Ryan Airlines. Les parties plus lourdes que l'air de la DAC ont été fusionnées sous Lockheed.
Bowlus s'est lié d'amitié avec Lindbergh à cette époque, amitié renouvelée fin de 1929 lorsqu'il a écolé Lindbergh et à sa femme, Anne Morrow Lindbergh, sur ses propres planeurs; janvier 1930, Charles et Anne Lindbergh ont effectué leurs premiers vols de planeur en solo.

## Paperwing
Alors qu'il travaille chez Ryan Aircraft, la Bowlus Sailplane Company est fondée en 1928 à San Diego, en Californie. Le premier de la célèbre série de planeurs Albatross est apparu peu après le vol transatlantique de Lindbergh. C'était la seizième conception de planeur de Bowlus.
Le vol de Lindbergh vers la France 20 mai 1927 a électrisé toute une génération et a poussé une partie de la jeunesse de cette époque à piloter à la fois des avions à moteur, et des planeurs moins chers. Après le vol de Lindbergh, le monde est devenu « aérien » et, tout le temps de la Grande Dépression, Bowlus demeurera convaincu que les planeurs sont le meilleur moyen d'apprendre à voler, en particulier pour les jeunes.
Après l'aventure Ryan, en 1928, Bowlus construit son seizième planeur, le Paperwing, achevé le 1er janvier 1929, l'un des premiers planeurs, sinon le premier, de conception et de construction américaines, et l'un des premiers planeurs à recevoir une marque d'identification américaine. Incidemment Bowlus obtient de faire breveter l'expression « Sailplane », une traduction de l'expression allemande « Segelflugzeug ».
En 1929, avec 14 minutes et 10 secondes, Bowlus fait tomber le record de durée de vol d'Orville Wright; ce record durait depuis 18 ans,. En octobre 1929, il reçoit la licence « C » de planeur, la deuxième délivrée par les États-Unis, et signée par Orville Wright,. Dans la foulée, il établit un record américain de durée de 1 heure et 20 minutes. Au cours des années 1929-1930, Bowlus établit de nombreux records américains d'endurance en vol en ascendance thermique à Point Loma, San Diego, avec le Paperwing et avec d'autres modèles de planeurs raffinés. Ces vols font passer le record de durée de vol américain, à plus de 9 heures.
Bowlus est au premier concours national de vol à voile à Elmira, le National Soaring Contests de septembre-octobre 1930. Le championnat est une initiative de la National Glider Association (NGA) co-fondée par Edward S. Evans (précédemment avec la DAC il avait acquis Ryan Aircraft), un précurseur de la Soaring Society of America (SSA). Il y rencontre Gus Haller, Wolf Hirth et Martin Schempp, alors associés dans la Haller-Hirth Sailplanes Manufacuring Company. Avec Hirth en 1931, il lance une école de vol à voile, utilisant le lancement automatique,, la Bowlus Glider School, l'une des premières écoles de planeur aux États-Unis. Neuf des dix premiers pilotes de planeur licenciés aux États-Unis seront diplômés par cette école.

## Avec Lindbergh

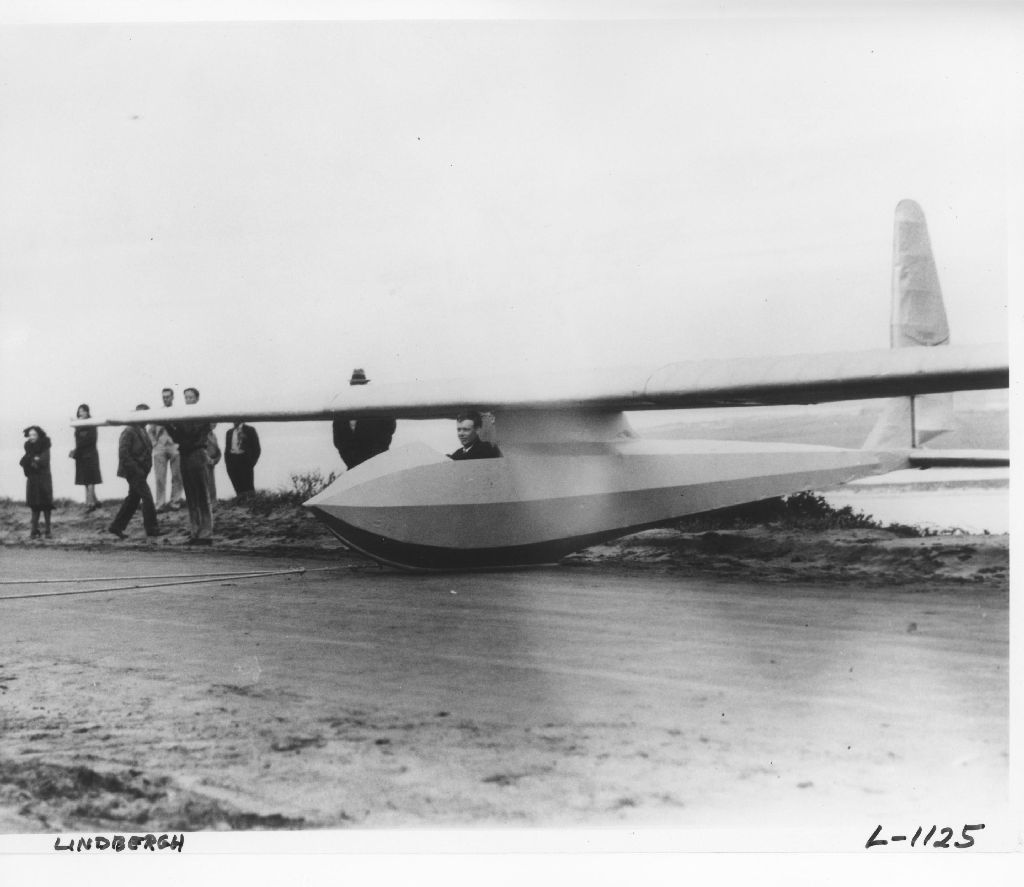
Charles Lindbergh se préparant au décollage dans un planeur Bowlus SP-1 Paperwing, le 19 janvier 1930 à Point Loma.

Dans les années 1920, il y avait à Point Loma, une piste d'atterrissage en terre connue sous le nom de Dutch Flats, au milieu de ce qui est maintenant le quartier Midway de Point Loma. C'est là que Charles Lindbergh a testé et piloté pour la première fois son avion, le Spirit of St. Louis. Un bureau de poste américain maintenant situé sur le site contient plusieurs plaques historiques commémorant Dutch Flats et Lindbergh. En raison des brises de mer dominantes et de la longue crête nord-sud, Point Loma était un site de vol à voile bien connu de 1929 à 1935. Bowlus, résident de Point Loma, fait voler et pilote lui-même le Paperwing le long du côté ouest de Point Loma pour établir un nouveau record d'endurance américain. Bowlus a ensuite utilisé certaines autres conceptions plus raffinées pour planer pendant plus de 9 heures près du monument national de Cabrillo; un des étudiants de Bowlus, Jack C. Barstow, a survolé Point Loma pendant plus de 15 heures en 1930 pour établir un record du monde non officiel d'endurance(le Jack Barstow Municipal Airport (en) enregistre cet événement, en 1935, Barstow meurt dans un accident d'avion à Corpus Christi, Texas, à l'âge de 29 ans.). À la lumière de ces réalisations, Point Loma a été nommé National Landmark of Soaring par le National Soaring Museum en 1996; avec une plaque commémorative près de la zone de lancement du Cabrillo National Monument. Ces réalisations audacieuses ont fait la une des journaux nationaux et ont été particulièrement édifiantes au plus fort de la Grande Dépression. Point Loma a par la suite continué d'attirer les passionnés de planeur locaux.
Après avoir entendu parler des vols record de Bowlus, Lindbergh est retourné à San Diego en janvier 1930 spécifiquement pour être écolé par Bowlus. Bowlus a donné des cours de vol à voile à Charles et Anne Morrow Lindbergh. En 1930, Bowlus et Lindbergh ont volé à divers endroits en Californie; plus particulièrement Point Loma. Charles Lindbergh établit un record régional de distance pour les planeurs en volant dans un planeur Bowlus du mont Soledad à La Jolla à Del Mar, en utilisant l'ascenseur du Torrey Pines Gliderport (en). Anne Morrow Lindbergh vole également dans un planeur Bowlus depuis le mont Soledad et devient la première femme aux États-Unis à recevoir une licence de planeur de "première classe". Un autre planeur dérivé de Bowlus, le Nighthawk, est utilisé à Hawaï par William A. Cocke, Jr pour établir un record du monde d'endurance de 21 heures et 34 minutes le 17 décembre 1931,.

## Bowlus Senior Albatross
En 1932, autour du Curtiss-Wright Technical Institute de Glendale, Bowlus, Martin Schempp (enseignants) et Richard C. du Pont (1911-1943) alors étudiant, vont concevoir le Bowlus 1-S-2100 Super Sailplane, qui va dominer la compétition américaine dans les années 1930. En 1933, Richard du Pont s'associe à Hawley Bowlus pour créer la Bowlus-Du Pont Sailplane Company, dans le but de fabriquer et de vendre des Supers sous le nom de « Albatross II » (renommé Senior Albatros lorsque le Baby Albatross sera produit); société éphémère elle combine le financement Richard du Pont, et les compétences en ingénierie de Hawley Bowlus. du Pont rachète Bowlus et la société devient une entité officielle dans le Delaware en 1934, Bowlus-Du Pont Sailplane, Inc.. La société construit quatre planeurs Albatross II de 1934 à 1936 à Wilmington, Delaware, la base arrière de la Famille du Pont de Nemours. Depuis ce début, du Pont acquiert une renommée croissante en tant qu'expert en planeur, participe à des compétitions de vol à voile et devient détenteur de plusieurs records du monde et américains de vol à voile,.
Les Allemands à cette époque tenaient le haut du pavé de la production mondiale des planeurs haute performance ; et Bowlus a été fortement influencé par leur travail. L'aile du Super était presque une copie de l'aile du Wien de Robert Kronfeld. Le Super Sailplane et l'Albatross II utilisaient tous deux le même profil d'aile Göttingen 549. Lorsque Bowlus a construit la série Albatross, l'enceinte du cockpit ressemblait étroitement à celui du Fafnir créé par Alexander Lippisch pour le pilote Günther Groenhoff (de).
Certains Albatros avaient des détails différents. Ainsi un des Albatross à deux place, sera nommé Dragonfly par duPont..
Les pilotes qui ont piloté l'Albatross II ont presque dominé la compétition de vol à voile américaine. En septembre 1933, Richard du Pont pilote le premier Albatross II lors du 4th National Soaring Contest d'Elmira. Le 21 septembre de cette même année, du Pont établit le record américain de distance en planeur ; décollant d'Afton Mountain dans le Rockfish Gap et parcourant 196 km (121,6 miles) jusqu'à Frederick, Maryland. Le 25 juin 1934, il se rend à moins de 2 miles de New York établissant un nouveau record du monde de distance de 254 km (158 miles). Le 30 juin 1934, du Pont établit le record d'altitude américain pour les planeurs en grimpant à 1 892 m (6 223 pieds). L'année suivante, Lewin Barringer fait voler l'Albatross II de du Pont parallèlement aux crêtes des monts Allegheny sur 250,3 km (155,5 miles). Du Pont a vendu Albatross II à Chet Decker qui a concouru avec au 7th National Soaring Contest de 1936.
L'entreprise a cessé ses activités en septembre 1936. Le dernier Albatros survivant est exposé au Smithsonian's National Air and Space Museum.

## Bowlus Road Chief
Bowlus avait développé une remorque de transport pour ses planeurs ; il la construisit aérodynamique et légère comme pour ses avions. Bowlus devait souvent passer la nuit sur les sites de lancement, attendant que le vent change, Hawley a alors eu l'idée de construire une tente à l'intérieur de sa remorque de transport ; c'est ainsi que l'idée de la remorque de voyage légère a évolué. Bowlus a construit l'extérieur de ses remorques en Duralumin et a placé une tente en tissu à l'intérieur. Bowlus a ensuite abandonné l'idée de la tente et a commencé à aménager les intérieurs comme une maison. De 1934 à 1936, Bowlus conçoit et construit plus de quatre-vingts de ses remorques en aluminium emblématiques, les Bowlus Road Chief. Malheureusement cette affaire a capoté et a été reprise par AirStream.

## Bowlus BA-100 Baby Albatross
Après avoir vendu seulement quatre exemplaires de son chef-d'œuvre artisanal, le Senior Albatross au début des années 1930 pour 2 500 $ chacun, Bowlus a décidé de créer un produit aux performance plus modestes et moins cher: le Baby Albatross est nommé d'après le Senior Albatross, mais aussi parce que les dimensions et la conformation de ses ailes le faisait ressembler au Grunau Baby conçu en Allemagne. Le Bowlus BA-100 Baby Albatross (en) est introduit en 1938. Le fuselage est une monocoque en bois, prolongée par un empênage tubulaire en aluminium. Il était de mémoire de John Caston qui a travaillé pour Bowlus, construit selon la technique de moulage de contreplaqué utilisée par Lockheed (et développé par Jack Northrop pour le Loughead S-1 de 1928). Mais les premiers exemplaires sont construits selon une technique de bordage sur des cadres: les planches étaient façonnées en sifflet sur les chants, pour augmenter la surface d'encollages entre les planches, travail minutieux réalisé à la main ; les planches étaient collées à la colle de caséine. Le bois laissé de cette manière apparent et verni offrait une apparence luxueuse raffinée. Le projet nait probablement en 1935, mais n'est concrétisé dans des prototypes, avec l'aide de Don S. Mitchell, qu'en septembre 1936. Bowlus et Mitchell travaillent encore sur le projet au début de février 1937 et ne terminent le planeur que un an plus tard en en février 1938. Le Smithsonian National Air and Space Museum possède le premier prototype, numéro de série 101. Bowlus propose à ceux qui peuvent se le permettre un Baby Albatross construit en usine et prêt à voler pour 750 $ moins les instruments et la couverture du cockpit ; Bowlus invite également les acheteurs à construire leur Baby Albatross dans son usine de San Fernando ce que font certains ; l'option de loin la plus populaire consistait à acheter le planeur en kit par correspondance.
Bowlus fabriqua des pièces pour environ 90 avions et vendit entre 40 et 60 kits avant que le début de la Seconde Guerre mondiale ne mette fin au programme. Entre 50 et 60 Baby Albatross ont effectivement volé. Des vols de distance de 263 et 280 miles ont été effectués dans le Baby Albatross ainsi qu'un vol à 10 000 pieds d'altitude. Le concept du baby albatros sera repris par Ted Nelson pour faire un avion motorisé, et associé à Bowlus ils formeront en 1945, la Nelson Aircraft Company (en).
La Seconde Guerre mondiale et la disponibilité subséquente de planeurs d'entraînement à deux places excédentaires bon marché et qui avaient des performances supérieures ont affecté la popularité du Baby. Il y aura des frictions entre l'établissement de vol à voile de l'Est des États-Unis - qui dominera le programme de l'armée - et les occidentaux, caractérisés par Bowlus.

## Bennett BTC-1 Executive
Au milieu des années 1920 F.C. ‘Bub’ Merrill avait entrepris la conception d’un avion en Duraloïd, un contreplaqué imprégné de bakélite, selon un procédé inventé par le Dr Robert Nebesar. À la recherche d’un investisseur, il contacta Franck Bennett, homme d’affaires texan et président de plusieurs compagnies pétrolières. Fin 1935, Merrill et Bennett fondèrent Bennett Aircraft Company et lancèrent le développement d’un bimoteur de transport léger. Bennett Aircraft s’assura le concours d’Art Mankey, emprunté à la Glenn L. Martin Company, de Walter Chaffee, ingénieur reconnu chez Douglas Aircraft Company, et de Vance Breese, célèbre pilote d’essais, qui participa autant aux essais en vol qu’à la conception du bimoteur. Enfin, pour réaliser le prototype, on fit appel à Bowlus. Spécialiste du formage du contreplaqué, il possédait l’installation nécessaire à la réalisation du prototype. En outre Mankey et Breese avaient travaillé ensemble à San Diego chez Ryan Aeronautical Company, dont Bowlus était alors directeur de production. L'avion a volé en 1937, mais n'a pas été un succès. Durant la Seconde Guerre mondiale, la firme Globe Aircraft Company, qui succède à Bennett Aircraft Company, a produit des panneaux d'avion en Duraloïd.

## La Bowlus Sailplanes
La Bowlus Sailplanes basée à San Francisco est fondée par Bowlus en 1930 pour commercialiser le Bowlus BA-100 Baby Albatross (en). Cette entreprise a du mal à démarrer, et vers 1940, Albert C. Essig, publicitaire qui s'occupe de Douglas Aircraft, convainc Donald W. Douglas de financer la Bowlus Sailplanes Inc.,. Finalement la Bowlus Sailplane recevra le soutien de nombreuses sommités de l'aviation telles que Reuben H. Fleet (en), Al Menasco, Donald W. Douglas et Glenn Martin. Spécifiquement, le conseil d'administration de la Bowlus Sailplanes en septembre 1941 sera composé de Donald W. Douglas (Douglas Aircraft), Albert C. Essig, Reuben H. Fleet (Consolidated Aircraft), Carl B. Squier (en) (Lockheed), Tom Wolfe (Western Air) , Donald D. Parkinson, Dwight Whiting, J. Stanley Macaulay, J.W. Eccleston et Melvin C. Scudder. Malgré le soutien de Donald Douglas, Bowlus Sailplanes est resté une petite entreprise jusqu'à l'entrée de l'Amérique dans la Seconde Guerre mondiale.
Les États-Unis sont entrés en guerre avec l'Attaque de Pearl Harbor le 7 décembre 1941. Un programme de planeur a émergé porté par de vieilles connaissances de Bowlus, Lewin Barringer et Richard C. du Pont de la Soaring Society of America (SSA), mais aussi porté par Bowlus lui-même. Tous les planeurs disponibles ont été mobilisés. Appuyé par Donald W. Douglas auprès de Henry H. Arnold, chef de l'Air Corps, Bowlus a envoyé ses plans pour un planeur de transport de troupes à Washington. Deux mois plus tard, vers mars 1941, l'armée a demandé à divers fabricants de soumettre des offres sur des planeurs cargo.
L'année 1942 voit une participation croissante de Edward S. Evans dans le conseil d'administration de la Bowlus Sailplanes; issu du monde de l'automobile (Evans Products) et de la côte Est, il n'en est pas pour autant à son coup d'essai dans le monde de l'aviation et dans son implication dan l'aéronautique californienne (DAC); en juin 1942, American aviation magazine annonce que E.S. Evans est élu au conseil d'administration de Bowlus Sailplanes de San Fernando, Californie; et en janvier 1943, Aero Digest annonce qu'il est devenu président de la Bowlus Sailplanes ; (la Bowlus Sailplanes en janvier 1944 — E.S. Evans un des directeurs — est vendue à Laister-Kauffman). En décembre 1942, dans Popular Mechanics et en janvier 1943 dans Flying Magazine, Edward S. Evans en outre fait la promotion de planeurs militaires et civils massifs de 90 mètres d'envergure qui seront d'après lui déterminant pour l'avenir de l'aviation,.
Hawley Bowlus soumissionne en mai 1941 pour le programme de planeur de l'armée au côté de Waco Aircraft, Frankfort Sailplane et St. Louis Aircraft (en). Des commandes pour des prototypes de planeurs de troupe sont lancées, les XCG-7 (en) et XCG-8 (en) de 7 et 15 places, ainsi qu'un planeur biplace d'entrainement, le TG-12 (en). Bowlus a les installations nécessaires pour construire les XTG-12 et TG-12A ; mais n'étant pas en mesure d'entreprendre la fabrication des XCG-7 et XCG-8, il propose que la production en quantité des planeurs cargo soit entreprise par des sous-traitants dans le Midwest, et pour les prototypes se tourne vers son ami Donald Douglas pour construire les XCG-7 et XCG-8, qui seront construits à la division El Segundo de Douglas Aircraft. Des tests statiques sur le XCG-7 sont effectués à Wright Field le 10 février 1942 et renouvelés en juillet 1942. Le XCG-7 vole pour la première fois le 15 juillet 1942 ; mais à ce moment-là, l'exigence de l'USAAF pour les planeurs de troupes à neuf places avait été remplie par le Waco CG-3A et le développement ultérieur du XCG-7 a été suspendu. Le prototype du TG-12 (en) (XBM-15) ne recevra pas de commande, le contrat sera annulé le 5 aout 1943. Bowlus réussit des vols d'une heure avec l'immense XCG-8.
La Seconde Guerre mondiale et la perte d'amis a fait des ravages sur Hawley Bowlus et en août 1943, à la fin du projet de planeur d'entraînement, il a démissionné de la Bowlus Sailplanes.

## General Airborne Transport Company
En février 1942, Bowlus avait commencé la conception et la construction d'un prototype (« flying flatcar »), un planeur à aile volante, ou corps portant inspiré des travaux de Vincent Burnelli. Un prototype demi-taille du planeur avait été achevé plus tard cette année-là, mais le projet avait été arrêté par manque d'argent.
En octobre 1942, Bowlus, Albert Criz et Isisdore Lindenbaum se sont associés dans la Albert Criz Company, ont relancé le projet et organisé l'Airborne Transport company à Los Angeles, alors un sous-traitant de General American Transportation Corporation (en); C'est devenu la General Airborne Transport Company (GATC).
La GATC opère dans un petit magasin autrefois utilisé comme atelier de nettoyage à sec ; juste assez grand pour que le planeur demi-taille qu'ils ont construit puisse être installé latéralement. L'entreprise se lance alors dans la construction d'un modèle grandeur nature, sur base d'une recommandation de Richard C. du Pont auprès du général Arnold,.
Probablement par manque de place, Evans Products, la société de Edward S. Evans reprend finalement la construction du planeur, seconde moitié de 1943, dans un atelier au 1122 West Washington boulevard à Venice, Los Angeles; la Molded Plywood Division de Evans Products, spécialisée dans le contreplaqué moulé est formée en juillet 1943 à partir d'une précédente société fondée été 1942 par le designer et architecte Charles Eames et John Entenza. La mission première de la Plyformed Wood Company était de réaliser une commande de l'armée pour les attelles de jambe en contreplaqué moulé conçues par Eames. La production des attelles de jambes est reprise par Evans Products. La date des premiers essais du planeur étant début septembre, se donnant deux mois pour réaliser le projet, on peut supposer raisonnablement que c'est la première mission de la nouvelle association. Une pièce difficile réalisée par la Molded Plywood Division, consistait en les joues de la nacelle du fuselage du planeur: une ébauche de cette pièce en contreplaqué de bouleau moulé avec placage d'acajou est conservée au Museum of Modern Art de New York (103.89), « Study for a Glider Nose ».
Un premier prototype du planeur est produit, qui reçoit une licence expérimentale de la Civil Aeronautics Administration, et des vols d'essai sont autorisés ; d'abord pratiqués par Hawley Bowlus au Lockheed Air Terminal en Californie et par la suite, sur la recommandation de Richard C. du Pont, à March Field, où le MC-1 arrive remorqué par un B-24, le 10 septembre 1943. Après plusieurs vols réussis, un essai improvisé avec un pilote non autorisé du programme de planeur, le 11 septembre 1943, se conclut par un crash mortel dans lequel périssent Richard C. du Pont ainsi que trois autres occupants.
Ce qui n'a pas empêché qu'un contrat soit signé pour trois autres prototypes, le 13 novembre 1943. Un seul CG-16 (44-76193), a été fabriqué et testé, démontrant de bonnes qualités de vol, mais des problèmes majeurs avec l'équipement et les procédures militaires ont empêché le CG-16 d'un contrat de production car il ne répondait pas aux attentes militaires en tant que planeur de combat. Le contrat pour tous les travaux restants sur le CG-16 a été annulé le 30 novembre 1944.

## Nelson Aircraft
Depuis, août 1943, Hawley Bowlus était sans entreprise. En 1945, Bowlus et Ted Nelson ont formé la Nelson Aircraft Corporation (en) pour construire une version motorisée du Baby Albatross. Surnommé Bumblebee il est vendu finalement sous le nom de Dragonfly. Le Dragonfly est un Baby Albatross à contreventement et aile haute qui a été modifiée en élargissant le cockpit et en ajoutant une bulle de plexiglas pour améliorer la visibilité. Le concept était bon, mais l'avion n'a jamais connu un réel succès, car il n'a pas bien fonctionné. C'est le dernier projet de Hawley Bowlus.

## Hughes Aircraft
Bowlus a décidé d'arrêter de voler en 1947 alors qu'il officie au 14st National Soaring Contest à Witchita Falls. Bowlus ne s'est jamais enrichi et il a fini par travailler pour Hughes Aircraft en 1949 qui avait encore une activité de moulage de contreplaqué. L'un des projets sur lequel Bowlus a travaillé était le programme d'atterrisseur lunaire Surveyor. En 1957, Hawley Bowlus est parmi les six premiers hommes intronisé au Soaring Hall of Fame. La Bowlus Engineering Company a été créée en 1960 à Pacoima, en Californie. Bowlus a volé une dernière fois sur le 12 août 1967 sur Schweizer SGS 2-32. Bowlus est décédé à l'âge de 71 ans le 27 août 1967,.

## Vidéos
- San Diego Air and Space Museum Archives, « F 3528 Bowlus glider training San Diego 1930s » (consulté le 4 mars 2023)*
- San Diego Air and Space Museum Archives, « F 3539 Charles Lindbergh Gliding at Point Loma » (consulté le 4 mars 2023)
- San Diego Air and Space Museum Archives, « F 3527 Hawley Bowlus, Charles and Anne Lindbergh Gliding at Point Loma » (consulté le 4 mars 2023)
- John Caston, San Diego Air and Space Museum Archives, « BD-0194 Oral history of John Caston discussing the designer Hawley Bowlus. », 2018 (consulté le 4 mars 2023)
- PeriscopeFilm, « WWII flight tests of XCG-16 cargo glider designed by hawley bowlus 28754 » (consulté le 4 mars 2023)
- PeriscopeFilm, « 1940s airplane & glider home movies Hawley Bowlus 29024 » (consulté le 4 mars 2023)